# Bisbat de Toluca
El bisbat de Toluca (castellà:  Diócesis de Toluca, llatí: Dioecesis Tolucensis) és una seu de l'Església Catòlica a Mèxic, sufragània de l'arquebisbat de Mèxic, i que pertany a la regió eclesiàstica Metro-Circundante. L'any 2012 tenia 2.341.000 batejats sobre una població de 2.747.000 habitants. Actualment està regida pel bisbe Francisco Javier Chavolla Ramos.

## Territori
La diòcesi comprèn la part centro-septentrional de l'estat mexicà de Mèxic.
La seu episcopal és la ciutat de Toluca, on es troba la catedral de Sant Josep.
El territori s'estén sobre 4.815  km², i està dividit en 129 parròquies.

## Història
La diòcesi va ser erigida el 4 de juny de 1950, mitjançant la butlla Si tam amplo del Papa Pius XII, prenent el territori del bisbat de l'arquebisbat de Mèxic.
El 2 de febrer de 1952 s'instituí el seminari diocesà a Valle de Bravo i l'any successiu va ser traslladat a Toluca.
El 27 d'octubre de 1964 e il 3 de novembre de 1984 cedí part del seu territori a benefici de l'erecció de les diòcesis respectivament de Ciudad Altamirano i d'Atlacomulco.
En el nou mil·lenni, la diòcesi afronta el problema de la difusió de les sectes, de les dificultats econòmiques dels marginats, la presència multi-ètnica i l'emigració interna.
El 26 de novembre de 2009 cedí una nova part del seu territori a benefici de l'erecció del bisbat de Tenancingo.

## Cronologia episcopal
- Arturo Vélez Martínez † (8 de febrer de 1951 - 21 de setembre de 1979 jubilat)
- Alfredo Torres Romero † (26 de juliol de 1980 - 15 d'octubre de 1995 mort)
- José Francisco Robles Ortega (15 de juny de 1996 - 25 de gener de 2003 nomenat arquebisbe de Monterrey)
- Francisco Javier Chavolla Ramos, des del 27 de desembre de 2003

## Estadístiques
A finals del 2014, la diòcesi tenia 2.341.000 batejats sobre una població de 2.747.000 persones, equivalent al 85,2% del total.
| any  | població  | població  | població | sacerdots | sacerdots       | sacerdots       | sacerdots             | diaques | religiosos | religiosos | parròquies |
| ---- | --------- | --------- | -------- | --------- | --------------- | --------------- | --------------------- | ------- | ---------- | ---------- | ---------- |
| any  | batejats  | total     | %        | total     | clergat secular | clergat regular | batejats por sacerdot | diaques | homes      | dones      |            |
| 1950 | ?         | 1.000.000 | ?        | 65        | 65              |                 | 0                     |         |            |            | 53         |
| 1966 | 865.321   | 875.321   | 98,9     | 215       | 155             | 60              | 4.024                 |         | 118        | 470        | 98         |
| 1968 | 865.269   | 875.321   | 98,9     | 192       | 159             | 33              | 4.506                 |         | 62         | 520        | 108        |
| 1976 | 950.700   | 957.109   | 99,3     | 223       | 184             | 39              | 4.263                 |         | 68         | 460        | 122        |
| 1980 | 1.029.000 | 1.130.000 | 91,1     | 229       | 191             | 38              | 4.493                 |         | 57         | 383        | 124        |
| 1990 | 1.949.000 | 2.079.000 | 93,7     | 208       | 176             | 32              | 9.370                 |         | 37         | 330        | 118        |
| 1999 | 3.620.088 | 4.000.000 | 90,5     | 275       | 225             | 50              | 13.163                |         | 72         | 305        | 124        |
| 2000 | 2.959.329 | 3.115.083 | 95,0     | 270       | 239             | 31              | 10.960                |         | 53         | 305        | 124        |
| 2001 | 3.015.555 | 3.174.269 | 95,0     | 275       | 243             | 32              | 10.965                |         | 55         | 315        | 124        |
| 2002 | 2.878.775 | 3.234.580 | 89,0     | 287       | 237             | 50              | 10.030                |         | 68         | 415        | 125        |
| 2003 | 2.878.775 | 3.234.580 | 89,0     | 299       | 252             | 47              | 9.628                 |         | 61         | 380        | 128        |
| 2004 | 2.940.975 | 3.337.280 | 88,1     | 301       | 253             | 48              | 9.770                 |         | 63         | 387        | 128        |
| 2010 | 3.105.000 | 3.318.000 | 93,6     | 346       | 298             | 48              | 8.973                 |         | 83         | 413        | 142        |
| 2012 | 2.341.000 | 2.747.000 | 85,2     | 286       | 253             | 33              | 8.185                 |         | 45         | 330        | 129        |